# OPROM
OPROM, rozepsanějším názvem anglicky option ROM, je označení pro firmware uložený v počítačové periferii, který je během bootování osobního počítače nahrán a spuštěn BIOSem.
Zkratka ROM odkazuje k paměti ROM, v které byl historicky BIOS i firmwary periferií uloženy, a slovo option (doslova česky zhruba volitelný / alternativní) k tomu, že na rozdíl od BIOSu, který byl k běhu počítače potřeba, se jednalo o dodatečný firmware potřebný pouze pro dané zařízení nebo dokonce jen pro lepší výkon daného zařízení. Jiné označení je BIOS extension ROM (tj. „ROM rozšiřující BIOS“). V pozdějších zařízením začaly být OPROMy stejně jako BIOS sám ve skutečnosti ukládány místo do pamětí typu ROM do pamětí typu NVRAM, ale jméno odvozené od pamětí ROM jim zůstává.
Typickým obsahem OPROMu je nízkoúrovňovný ovladač daného zařízení, který umožňuje už během startu počítače BIOSu dané zařízení plně využívat. Jedním z nejběžnějších příkladů OPROM tak je Video BIOS obsahující ovladač dané grafické karty, pomocí kterého může BIOS během bootování využívat výpis na monitor, aniž by sám o sobě obsahoval ovladač pro danou grafickou kartu. Jinými typickými využitími jsou ovladače síťových karet, které BIOSu umožňují provést síťový start (viz také PXE), a ovladače pokročilejší metody připojení pevných disků (např. SCSI), které umožňují načíst operační systém i z takových zařízení.